# 谷耕平
谷 耕平（たに こうへい、1903年11月20日 - 1989年12月6日）は、日本のロシア文学者。長野県小県郡県村（現東御市）生まれ。本名は宮坂 好安。

## 経歴
旧制上田中学（長野県上田高等学校）を中途退学、東京府立青山師範学校本科、第一早稲田高等学院を経て、1932年早稲田大学文学部露文科卒業。戦前からロシア文学者として活動し、善隣外事専門学校でロシア語の教授、戦後は早稲田大学教授を務めた。1974年定年、名誉教授。

## 著書
- 『歴史をつくる学生たち』東京大学協同組合出版部 1947

### 翻訳
- 『ドストイエフスキイ全集 第15巻』「書簡」三笠書房 1935
- 『ドストイエフスキイ全集 第21巻 妻への手紙』三笠書房 1936　のち岩波文庫
- ニコライ・プルジェヴァリスキー『蒙古と青海』高橋勝之、田村秀文共訳 生活社、1940　のち原書房
- ネクラーソフ『デカブリストの妻 叙事詩』新星社 ロシヤ文学名作選 1947　のち岩波文庫
- 『ロシア文学全集 第27巻 ロシア詩集』編 修道社 1958
- ネクラーソフ『ロシヤは誰に住みよいか』岩波文庫　1961
- プーシキン「青銅の騎士」『世界文学大系』筑摩書房 1962